# Abisara tera
Abisara tera är en fjärilsart som beskrevs av Hans Fruhstorfer 1904. Abisara tera ingår i släktet Abisara och familjen Riodinidae. Inga underarter finns listade i Catalogue of Life.